# نبرد شاخ‌های حماة
نبرد شاخ‌های حمات (عربی: Qurun Hama)، نبردی در سال ۱۱۷۵ میلادی میان ایوبیان به رهبری صلاح‌الدین و زنگیان که با پیروزی ایوبیان همراه بود. پس از این نبرد، ایوبیان کنترل شهرهایی همچون دمشق، بعلبک و حمص را بدست گرفتند.